# Oricopis intercoxalis
Oricopis intercoxalis är en skalbaggsart som beskrevs av Lea 1917. Oricopis intercoxalis ingår i släktet Oricopis och familjen långhorningar. Inga underarter finns listade i Catalogue of Life.